# 1829 Dawson
För andra betydelser, se Dawson.
1829 Dawson eller 1967 JJ är en asteroid i huvudbältet som upptäcktes den 6 maj 1967 av den argentinska astronomn Carlos U. Cesco och den amerikanske astronomen Arnold R. Klemola vid Leoncito Astronomical Complex. Den har fått sitt namn efter astronomen Bernhard Dawson.
Asteroiden har en diameter på ungefär 8 kilometer och den tillhör asteroidgruppen Flora.